# Raoul Giraudo
Raoul Giraudo (Aix-en-Provence, 1932. május 19. – Cerizay, 1995. október 26.) francia labdarúgó, hátvéd.

## Pályafutása
1950 és 1960 között a Stade de Reims csapatában szerepelt, ahol két francia bajnoki címet és egy kupagyőzelmet ért el a csapattal. Tagja volt az 1955–56-os és 1958–59-es idényben BEK-döntős csapatnak. 1960–61-ben a Grenoble, 1961–62-ben a Sochaux labdarúgója volt.

## Sikerei, díjai
Stade de Reims
- Francia bajnokság (Division 1)
  - bajnok (2): 1957–58, 1959–60
- Francia kupa (Coupe de France)
  - győztes: 1958
- Latin kupa
  - döntős: 1955
- Bajnokcsapatok Európa-kupája (BEK)
  - döntős (2): 1955–56, 1958–59